# Генріх Густав Райхенбах
Ге́нріх Густа́в Ра́йхенбах (нім. Heinrich Gustav Reichenbach, 1823—1889) — німецький ботанік-систематик, птерідолог і орнітолог; самий значний фахівець з орхідей в Німеччині XIX століття.
Він був сином ботаніка Генріха Ґоттліба Людвіга Райхенбаха, якому в кінці його життя допомагав — а після смерті якого продовжив — видавати величну ботанічну працю — Icones Florae Germanicae et Helveticae.

## Шлях в науці
Вже з 18 років під керівництвом батька Генріх Густав почав вивчати орхідеї. Як і батько, Райхенбах-син пройшов курс природничих наук в Лейпцизькому університеті. У 1852 році він отримав вчений ступінь кандидата наук (дисертація була присвячена пилку орхідей). Незабаром після захисту дисертації він був затверджений екстраординарним професором ботаніки і одночасно зберігачем гербарію у Лейпцизькому університеті.
У 1863 році Райхенбах переїхав у Гамбург, де отримав кафедру професора ботаніки в Гамбурзькому університеті, а в 1864 році став ще й директором ботанічного саду в Гамбурзі (нім. Botanischer Garten in Hamburg).

### Роботи над систематикою орхідей
В останній третині XIX століття з Південній Америці і Азії до Європи хлинув потік нововиявлених видів орхідей, і Райхенбах ідентифікував, описував і класифікував багато з цих видів, виконавши при цьому величезну чорнову роботу. Проте, за відгуками сучасних йому ботаніків, ряд його систематичних записів були поверхневими, привівши в подальшому до деякого таксономічного безладу в родині орхідних.
Після смерті в 1865 році Джона Ліндлі, «батька сучасної науки про орхідеї», Райхенбах зайняв його місце найбільшого у світі експерта з орхідей.
Тим не менш, Орхідаріум Королівських ботанічних садів в К'ю запросив до співпраці як ведучого систематики не Райхенбаха, як припускав він сам, а мало кому у той час відомого Роберта Рольфе (англ. Robert Allen Rolfe). Райхенбах обурювався і в обуренні заповів свій величезний гербарій і бібліотеку не Садам у К'ю (як раніше передбачалося), а Музеєві природної історії у Відні, за умови, що музей не буде консультуватися з К'ю з питань орхідей протягом 25 років після його смерті. У кінцевому підсумку це призвело до ще більшої плутанини в систематиці орхідей, до великого числа подвійних та потрійних описів тих самих видів орхідей, які згодом довелося з великими труднощами виправляти.
У 1886 році Генріх Зандер (англ. Henry Frederick Conrad Sander, нім. Heinrich Friedrich Conrad Sander) залучив художника Генрі Муна (англ. Henry Moon) (1857—1905) до роботи зі створення ботанічних ілюстрацій орхідей з описами Райхенбаха. У 1888—1894 роках було створено 192 листа. Мун малював орхідеї з натури, користуючись колекцією Зандера, потім переводив малюнок у гравюру, друкував відбитки, потім кожен Гравюрний відбиток розфарбовувався аквареллю від руки. У міру їх створення вони друкувалися протягом 6 років щомісяця. Це видання зараз відоме як Reichenbachia і є найповіншим з коли-будь створених довідкових джерел з орхідей.
Після смерті Райхенбаха його роботи були продовжені Фрідріхом Вільгельмом Людвігом Кренцліном (нім. Friedrich Wilhelm Ludwig Kraenzlin) (1847—1934).
f. (або fil., від лат. filius — син) додаються до його ботанічної абревіатури при описаних ним таксонах, щоб відрізнити від батька, Генріха Ґотліба Людвіга Райхенбаха, ботанічне скорочення імені якого — Rchb.
На честь Райхенбаха-сина у 1881 році Жоан Барбоза Родріґес (порт. João Barbosa Rodrigues) назвав рід рослин Райхенбахантус (Reichenbachanthus) родини орхідних.

## Наукові праці
- Reichenbach, H. G. Orchideae in Flora Germanica … Tentamen Orchidographiae Europaeae. 1850—1851 (лат.)
- Reichenbach, H. G.De pollinis Orchidearum genesi ac structura et de Orchideis in artem ac systema redigendis. Commentatio quam ex auctoritate amplissimi philosophorum ordinis die mensis julii decimo hora decima MDCCCLII illustris ictorum ordinis concessu in auditorio juridico pro venia docendi impetranda publice defendet. Lipsiae, F. Hofmeister, 1852 (лат.) (докторська дисертація)
- Deutschlands Flora … 13/14-22, 1850—1886 (нім.)
- Reichenbach, H. G. Pescatorea. Iconographie des Orchidees. Bruxelles. 1854—1855. (нім.) (спільно з Г. Люддеманном)
- Reichenbach, H. G. Catalog der Orchideen — Sammlung von G. W. Schiller. 1857 (нім.)
- Reichenbach, H. G. & Kraenzlin, W. L. Xenia Orchidacea [Архівовано 15 квітня 2012 у Wayback Machine.]. Beiträge zur Kenntniss der Orchideen. Leipzig, F. A. Brockhaus, 1858—1900 (нім.) (в 3 томах, з 250 таблицями)
- Reichenbach, H. G. Beiträge zu einer Orchideenkunde Central-Amerika's. Hamburg, T.G. Meissner, 1866 (нім.) (з 10 таблицями)
- Reichenbach, H. G. Beitrage zur Systematischen Pflanzenkunde. 1871 (нім.)
- Refugium Botanicum; or, Figures and Descriptions from Living Specimens of Little Known of New Plants of Botanical Interest. London, Vols. 1-5, 1869—1882 (лат.) (з 72 таблицями)
- Reichenbach, H. G. Otia Botanica Hamburgensia … [Архівовано 11 вересня 2012 у Wayback Machine.]. 1878—1881 (лат.) (у двох частинах: I — 21 Apr 1878, II — 8 Aug 1881)